# Hertzscher Dipol

Der von Heinrich Hertz bei der Entdeckung der elektromagnetischen Wellen verwendete Dipol (Briefmarke von 1983) war nahezu ein Elementardipol, siehe auch Hertzscher Oszillator

Der Hertz’sche Dipol (nach Heinrich Hertz), auch Elementardipol genannt, ist die Idealisierung einer Antenne zur Aussendung elektromagnetischer Strahlung (auch Dipolstrahlung oder Dipolwelle) und dient der Berechnung der Abstrahlung realer Antennen sowie als Bezugsantenne, um die Richtwirkung einer Antenne als Gewinn zahlenmäßig zu erfassen.
Der Elementardipol ist im Gegensatz zum Halbwellendipol dadurch gekennzeichnet, dass seine Längsausdehnung kurz gegenüber der Wellenlänge angenommen wird und dadurch nur ein elektrisches Feld und kein Magnetfeld erzeugt wird.
Eine Verallgemeinerung der Dipolwelle ist die hier mitbehandelte Multipolstrahlung.

## Der Hertz’sche Dipol als Modell

Betrag der elektrischen Feldstärke (farbig) und der Poynting-Vektor (schwarze Pfeile) im Nahfeld des vertikal in der Bildebene liegenden Dipols. Blaue/rote Farben bedeuten ein nach unten/oben orientiertes elektrisches Feld.

Dem Hertz’schen Dipol als Modell liegt ein elektrisches Dipolmoment {\displaystyle {\vec {p}}}, das sinusförmig mit der Kreisfrequenz {\displaystyle \omega } variiert, zugrunde, dargestellt in komplexer Schreibweise
{\displaystyle {\vec {p}}(t)\ ={\vec {p}}_{0}\mathrm {e} ^{-\mathrm {i} \omega t}}.
Ein solches reines Dipolmoment ohne räumliche Ausdehnung (Punktdipol) entsteht im Grenzübergang oszillierender Ladungsträger mit verschwindender Schwingungsamplitude ({\displaystyle {\vec {l}}\to 0}) und divergierender Ladungsmenge ({\displaystyle q\to \infty }).

### Exakte Gleichungen
Für das magnetische und elektrische Feld am durch Abstand {\displaystyle r} und Richtung {\displaystyle {\vec {n}}} gegebenen Ort gilt:
{\displaystyle {\vec {H}}={\frac {\omega ^{3}}{4\pi c^{2}}}({\vec {n}}\times {\vec {p}})\left({\frac {1}{\rho }}+{\frac {\mathrm {i} }{\rho ^{2}}}\right)\mathrm {e} ^{\mathrm {i} (\rho -\omega t)}\quad } (azimutal, verläuft in Breitenkreisen um die Dipolachse)
{\displaystyle {\vec {E}}={\frac {\omega ^{3}}{4\pi \varepsilon c^{3}}}\left[({\vec {n}}\times {\vec {p}})\times {\vec {n}}\,{\frac {1}{\rho }}+\left(3{\vec {n}}({\vec {n}}\cdot {\vec {p}})-{\vec {p}}\right)\left({\frac {1}{\rho ^{3}}}-{\frac {\mathrm {i} }{\rho ^{2}}}\right)\right]\mathrm {e} ^{\mathrm {i} (\rho -\omega t)}\quad } (Meridionalebene bzw. meridional „Richtung Süden“ und radial)
Darin ist
- {\displaystyle c} die Lichtgeschwindigkeit
- {\displaystyle \rho ={\tfrac {\omega r}{c}}={\tfrac {2\pi r}{\lambda }},} mit der Wellenlänge {\displaystyle \lambda } der Strahlung.
- {\displaystyle \varepsilon } die absolute Permittivität, im Vakuum also {\displaystyle \varepsilon _{0}}. Es wird an dieser Stelle also das Internationale Einheitensystem (SI) benutzt, obwohl das äquivalente cgs-System manche Formeln vereinfacht

Aus diesen Gleichungen für den Hertz’schen Dipol lassen sich, im Gegensatz zu allen anderen Antennentypen, die Ausbreitungsgeschwindigkeiten der Wellenfronten analytisch berechnen. Insgesamt ergibt sich ein Strahlungsfeld, das zu jedem Zeitpunkt geschlossene Feldlinien hat, mit einer in allen Lehrbüchern wiedergegebenen charakteristischen Nierenform (siehe z. B. das Außenfeld in Bild 1). Betont man zusätzlich die Zeitabhängigkeit, so erhält man obige Animation, welche in realistischer Weise u. a. die Phasengeschwindigkeit {\displaystyle v_{p}}, die Gruppengeschwindigkeit {\displaystyle v_{g}} und die Ausbreitungsgeschwindigkeit der Energie {\displaystyle v_{e}} in Einheiten der Lichtgeschwindigkeit {\displaystyle c} als Funktion der Entfernung zur Quelle in Einheiten der Kreis-Wellenzahl {\displaystyle k={\tfrac {\omega }{c}}={\tfrac {2\pi }{\lambda }}} ergibt. Für große Abstände nähern sich alle diese Geschwindigkeiten der Lichtgeschwindigkeit. Im Nahfeld gibt nur {\displaystyle v_{e}} die Geschwindigkeit der Signalausbreitung richtig wieder.

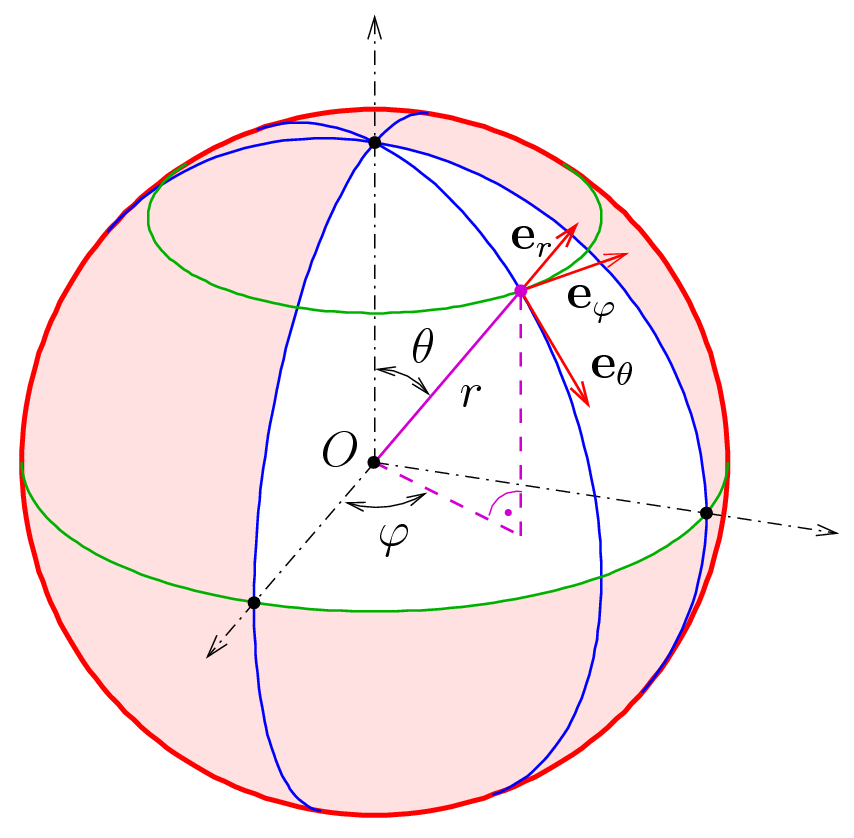
Kugelkoordinaten mit zugehöriger vom Ort abhängigen Orthogonalbasis

Durch Zerlegen der Felder in die Komponenten der Kugelkoordinaten ergibt sich die zweite besonders in den Ingenieurwissenschaften gängige Darstellung. Hier wird auch die Ausrichtung des Feldes schnell deutlich.
| Radial     | {\displaystyle H_{\text{r}}=0} | {\displaystyle E_{\text{r}}={\vec {e}}_{\text{r}}\cdot {\vec {E}}=2\|{\vec {p}}\|\cos \theta \,{\frac {\omega ^{3}}{4\pi \varepsilon c^{3}}}\left({\frac {1}{\rho ^{3}}}-{\frac {\mathrm {i} }{\rho ^{2}}}\right)\mathrm {e} ^{\mathrm {i} (\rho -\omega t)}}                                                       |
| Meridional | {\displaystyle H_{\theta }=0} | {\displaystyle E_{\theta }={\vec {e}}_{\theta }\cdot {\vec {E}}=\|{\vec {E}}-{\vec {E}}_{\text{r}}\|=-\sin \theta \,\|{\vec {p}}\|{\frac {\omega ^{3}}{4\pi \varepsilon c^{3}}}\left({\frac {1}{\rho }}-{\frac {1}{\rho ^{3}}}+{\frac {\mathrm {i} }{\rho ^{2}}}\right)\mathrm {e} ^{\mathrm {i} (\rho -\omega t)}} |
| Azimutal   | {\displaystyle H_{\varphi }={\vec {e}}_{\varphi }\cdot {\vec {H}}=-\|{\vec {p}}\|\,\sin \theta \,{\frac {\omega ^{3}}{4\pi c^{2}}}\left({\frac {1}{\rho }}+{\frac {\mathrm {i} }{\rho ^{2}}}\right)\mathrm {e} ^{\mathrm {i} (\rho -\omega t)}} | {\displaystyle E_{\varphi }=0} |

#### Nah- und Fernbereich
Im Nahbereich, {\displaystyle r\ll \lambda }, dominiert wegen des Terms {\displaystyle \propto \rho ^{-3}} das elektrische Feld, während das Magnetfeld vernachlässigt werden kann: Es ist etwa im Verhältnis (r/λ) schwächer und in Gegenphase zum elektrischen Feld (d. h. wenn das eine Feld maximal ist, hat das andere ein Minimum).  {\displaystyle {\vec {E}}} verhält sich hier wie ein quasistatisches (d. h. langsam oszillierendes) Dipolfeld, und das Magnetfeld ist, analog zu einer schwachen induktiven Impedanz im Verhältnis zum starken Ohmschen Widerstand, vernachlässigbar. Das Magnetfeld steht senkrecht auf dem Radiusvektor und dem elektrischen Feld.
Die elektrische Feldstärke ist hier {\displaystyle \propto \rho ^{-3}}, Winkel- und Frequenzabhängigkeit entsprechen dem langsam oszillierenden Dipolmoment.
Im Fernbereich, {\displaystyle r\gg \lambda }, stehen zusätzlich Radiusvektor und elektrisches Feld nahezu orthogonal zueinander. Magnetfeld und elektrisches Feld schwingen in Gleichphase. Bis auf im SI-System willkürlich gewählte Konstanten haben sie dieselbe funktionale Abhängigkeit von den Variablen. Im cgs-System, wo diese Konstanten gleich Eins gesetzt werden, gilt {\displaystyle |{\vec {E}}|=|{\vec {H}}|\ \propto |{\vec {p}}|\ \omega ^{2}/r} (bzw. Strahlungsintensität  {\displaystyle \propto |{\vec {p}}|^{2}\omega ^{4}}).

Elektrische Feldlinien (blau und grün) sowie magnetische Feldlinien (rot) um einen hertzschen Dipol.

Damit sich die Feldlinien des elektrischen Feldes schließen, gibt es noch eine radiale Komponente. Im Nahbereich gilt dafür ein Term {\displaystyle \propto \rho ^{-3}} und im Fernbereich dominiert der Term {\displaystyle \propto \rho ^{-2}}.

### Konsequenzen
Die letzte Formel hat viele Konsequenzen, u. a. für die gesamte Radio- und Fernsehtechnik. Die blaue Färbung des Himmels entsteht dadurch, dass die Strahlung der Sonne die Luftmoleküle zu Dipolstrahlung anregt (ein Beispiel für Rayleigh-Streuung). Obwohl das Sonnenspektrum sein Maximum bei {\displaystyle f=(\omega /2\pi )\sim 550\cdot 10^{12}~\mathrm {Hz} } im grünen Spektralbereich hat, dominiert in der Abstrahlung blaues Licht (Frequenzen um den höheren Wert {\displaystyle f^{\prime }:=(\omega ^{\prime }/2\pi )\sim 650\cdot 10^{12}~\mathrm {Hz} }). Das ungefähre Verhältnis {\displaystyle (\omega ^{\prime }/\omega )^{4}\cong (6{,}5/5{,}5)^{4}} entspricht nahezu einer Verdoppelung der Strahlungsintensität beim Übergang von einer grünen zu einer blauen Frequenz bei festem Dipolmoment. Ferner ist die angegebene Formel auch für die heute alltäglich gewordene Mobiltelefonie relevant. Dabei erfolgt die Kommunikation über die vom Mobiltelefon zu den nächstgelegenen Vermittlungsknoten ausgehende Dipolstrahlung, deren Frequenzbereich ({\displaystyle \sim 10^{9}~\mathrm {Hz} } ) genügend hoch ist, dass trotz minimalen Energieverbrauchs der Mobiltelefone die Signalintensität für die Informationsübertragung ausreicht. Zugleich liegen die Frequenzen der Mobiltelefonie noch im biologisch unschädlichen Bereich, im Gegensatz etwa zur Röntgenstrahlung.

### Von der Fernfeldnäherung zum Antennendiagramm
Im Fernfeld sind die Terme mit {\displaystyle \rho ^{-2}} und {\displaystyle \rho ^{-3}} vernachlässigbar. Schreibt man nur die dominierenden Terme auf, so folgt:
{\displaystyle {\begin{aligned}{\vec {H}}&\cong {\frac {\omega ^{2}}{4\pi cr}}({\vec {n}}\times {\vec {p}})\,\mathrm {e} ^{\mathrm {i} (\rho -\omega t)}\\{\vec {E}}&\cong {\frac {\omega ^{2}}{4\pi \varepsilon c^{2}r}}({\vec {n}}\times {\vec {p}})\times {\vec {n}}\,\mathrm {e} ^{\mathrm {i} (\rho -\omega t)}\end{aligned}}}

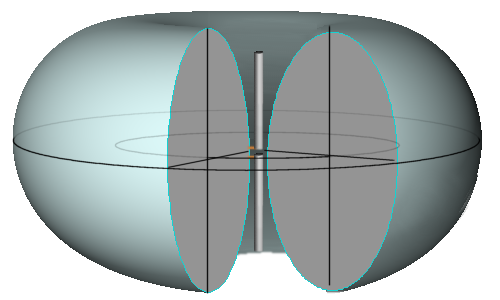
Betrag der Feldstärke im Fernfeld eines vertikalen Hertz’schen Dipols in Kugelkoordinaten

Der Betrag des gemeinsamen Faktors {\displaystyle {\vec {n}}\times {\vec {p}}} enthält die Richtungsabhängigkeit der Feldstärke. Sie variiert wie {\displaystyle \cos \varphi } mit dem Winkel {\displaystyle \varphi } zur Äquatorebene und ist unabhängig vom Azimut (siehe nebenstehendes Antennendiagramm).
Der Poynting-Vektor {\displaystyle {\vec {S}}={\vec {E}}\times {\vec {H}}} gibt die Energieflussdichte an. Sein Betrag, zeitlich gemittelt, ist im Fernfeld
{\displaystyle \langle |{\vec {S}}(\theta ,r)|\rangle ={\frac {1}{2}}\,{\frac {\omega ^{2}|{\vec {p}}|}{4\pi \varepsilon c^{2}r}}\,{\frac {\omega ^{2}|{\vec {p}}|}{4\pi cr}}\,(1-\cos ^{2}\theta )}
und bis auf einen {\displaystyle 1/r^{2}}-Faktor gleich der Strahlungsintensität
{\displaystyle I(\theta )={\frac {\omega ^{4}|{\vec {p}}|^{2}}{32\pi ^{2}\varepsilon c^{3}}}\,(1-\cos ^{2}\theta ).}
Dabei ist {\displaystyle \theta } der von {\displaystyle {\vec {p}}} aus gemessene Polarwinkel des Vektors {\displaystyle {\vec {r}}.} Vom Azimutalwinkel {\displaystyle \varphi } hängt das Ergebnis dagegen nicht ab. Die Ausstrahlung erreicht also ihr Maximum in den Richtungen senkrecht zu {\displaystyle {\vec {p}},} also senkrecht zur Antenne. In Antennenrichtung selbst verschwindet sie.
Integriert man über alle Richtungen, so ergibt sich die insgesamt ins Fernfeld abgestrahlte Leistung zu
{\displaystyle P={\tfrac {\omega ^{4}|{\vec {p}}|^{2}}{12\pi \varepsilon c^{3}}}}. Dieses Ergebnis stammt von der Integration über den Raumwinkel. Bei isotroper Verteilung ergäbe sich stattdessen eine Strahlungsintensität von {\displaystyle {\bar {I}}={\tfrac {\omega ^{4}|{\vec {p}}|^{2}}{48\pi ^{2}\varepsilon c^{3}}}.} Das als Antennengewinn bezeichnete Verhältnis {\displaystyle {\tfrac {I(0)}{\bar {I}}}} beträgt im Vakuum also 1,5 (etwa 1,76 dBi).

## Verallgemeinerung: Multipolstrahlung

### Definitionen
Die Zuführung eines Wechselstroms der Kreisfrequenz {\displaystyle \omega } zu einer Antenne der Länge {\displaystyle l} erzeugt also einen periodisch oszillierenden elektrischen Dipolvektor mit der Antennenrichtung (z-Richtung) als Dipolrichtung. (Das elektrische Dipolmoment ist {\displaystyle \propto Q(t)\cdot l,} wobei Q(t) die periodisch oszillierende elektrische Ladung ist.)
Ebenso wird durch ein in der (x,y)-Ebene auf einem Kreis mit Radius {\displaystyle \Delta R} umlaufendes Teilchen mit der konstanten Ladung Q0 ein magnetischer Dipolvektor erzeugt, der per Konvention ebenfalls die z-Richtung hat und entsprechend dem Umlaufsinn zirkular polarisiert ist. (Das magnetische Dipolmoment ist {\displaystyle \propto \pi (\Delta R)^{2}\cdot Q_{0}\ ;} die Kreisfrequenz des Umlaufs ist {\displaystyle \omega }.)
Magnetische Dipolstrahlung ist also wegen der quadratischen Abhängigkeit des Momentes von der (im Vergleich zu λ) kleinen Länge {\displaystyle \Delta R} von vornherein eine Größenordnung schwächer als elektrische Dipolstrahlung. Für diese gilt dagegen die schon bekannte lineare Beziehung.
Zwei geringfügig gegeneinander verschobene entgegensetzt-gleiche Dipolvektoren ergeben einen sog. „Quadrupoltensor“, zwei geringfügig gegeneinander verschobene entgegengesetzt-gleiche Quadrupole einen „Oktupol“ usw. Die Zahl der Freiheitsgrade erhöht sich dabei jedes Mal um zwei, nicht um drei, weil bei der Richtung der Verschiebung nur die beiden Winkelkoordinaten senkrecht zur z-Achse involviert sind.
Anstelle der kartesischen Koordinaten (x, y, z) werden im Folgenden Kugelkoordinaten {\displaystyle (r,\theta ,\varphi )} benutzt, die in der üblichen Weise miteinander zusammenhängen.

### Formel
Die zugehörige Verallgemeinerung der Hertzschen Dipolstrahlung ist die sogenannte Multipolstrahlung. Anstelle des Dipolvektors treten elektrische plus magnetische Multipolmomente {\displaystyle a_{\ell m}^{(E)}} bzw. {\displaystyle a_{\ell m}^{(M)}} auf, wobei die Indizes {\displaystyle \ell } und {\displaystyle m} sich auf die polaren bzw. azimutalen Winkelvariablen {\displaystyle \theta } bzw. {\displaystyle \varphi } der Kugelkoordinaten beziehen. Die allgemeine Formel ist nach John David Jackson
{\displaystyle {\begin{aligned}{\vec {E}}({\vec {x}},t)&=\sum _{\ell =1}^{\infty }\sum _{m=-\ell }^{\ell }\left[a_{\ell m}^{(M)}h_{\ell }^{(1)}(kr){\vec {X}}_{\ell m}(\theta ,\varphi )+{\frac {\mathrm {i} Z_{0}}{k}}a_{\ell m}^{(E)}{\vec {\nabla }}\times (h_{\ell }^{(1)}(kr){\vec {X}}_{\ell m}(\theta ,\varphi ))\right]\mathrm {e} ^{-\mathrm {i} \omega t}\\{\vec {H}}({\vec {x}},t)&=\sum _{\ell =1}^{\infty }\sum _{m=-\ell }^{\ell }\left[a_{\ell m}^{(E)}h_{\ell }^{(1)}(kr){\vec {X}}_{\ell m}(\theta ,\varphi )-{\frac {\mathrm {i} }{kZ_{0}}}a_{\ell m}^{(M)}{\vec {\nabla }}\times (h_{\ell }^{(1)}(kr){\vec {X}}_{\ell m}(\theta ,\varphi ))\right]\mathrm {e} ^{-\mathrm {i} \omega t}\end{aligned}}}
Dies entspricht ungefähr der Vertauschung von {\displaystyle {\vec {E}}} und {\displaystyle {\vec {H}}} unter Berücksichtigung des Vorzeichens ( +iZ0 → -i/Z0), analog zur formalen Vertauschungssymmetrie der freien Maxwellschen Gleichungen im cgs-System (Vakuum, {\displaystyle {\vec {B}}={\vec {H}}}, {\displaystyle {\vec {D}}={\vec {E}}}):
{\displaystyle \operatorname {rot} {\vec {E}}+{\frac {1}{c}}{\frac {\partial {\vec {H}}}{\partial t}}=0,\quad \operatorname {rot} {\vec {H}}-{\frac {1}{c}}{\frac {\partial {\vec {E}}}{\partial t}}=0.}
{\displaystyle Z_{0}} ist die Vakuumimpedanz {\displaystyle \textstyle {\sqrt {\mu _{0}/\varepsilon _{0}}}.} Die {\displaystyle {\vec {X}}_{\ell m}} sind wie folgt definiert:
{\displaystyle {\vec {X}}_{\ell m}={\frac {1}{\sqrt {\ell (\ell +1)}}}{\vec {L}}Y_{\ell m}}
mit den Kugelflächenfunktionen {\displaystyle Y_{\ell m}} und dem Drehimpulsoperator {\displaystyle {\vec {L}}=-\mathrm {i} {\vec {r}}\times {\vec {\nabla }}}.
Die Gewichtsfaktoren {\displaystyle a_{\ell m}^{(E)}} bzw. {\displaystyle a_{\ell m}^{(M)}} beschreiben für {\displaystyle \ell =1} elektrische bzw. magnetische Dipolstrahlung bzw. für {\displaystyle \ell =2} Quadrupolstrahlung, jeweils mit {\displaystyle 2\ell +1} verschiedenen {\displaystyle m}-Werten. Man hat also für die aufeinander folgenden {\displaystyle \ell }-Werte drei bzw. fünf {\displaystyle m}-Werte. Im Fernbereich kann die Radialfunktion {\displaystyle h_{\ell }^{(1)}(kr),} eine sphärische Besselfunktion, vereinfacht werden zu {\displaystyle \textstyle h_{\ell }^{(1)}(kr)\cong (-\mathrm {i} )^{\ell +1}{\frac {\exp(\mathrm {i} kr)}{kr}},} in Übereinstimmung mit den obigen Formeln. Die Größe k schließlich ist gleich ω/c.

### Nah- und Fernfeld
Im Nahbereich sind die Feldkomponenten jetzt – bei komplizierter Richtungsabhängigkeit, gegeben durch die Kugelflächenfunktionen {\displaystyle Y_{\ell m}(\theta ,\varphi )} –  proportional zu {\displaystyle r^{-(\ell +2)}.}  Im Fernbereich sind dagegen nach wie vor alle Komponenten {\displaystyle \propto 1/r\ ,} und die elektrischen bzw. magnetischen Felder sowie der Radiusvektor sind wie bei ebenen elektromagnetischen Wellen paarweise orthogonal zueinander.
Monopolstrahlung würde {\displaystyle \ell =0} entsprechen. Diese kann nicht auftreten, da das Außenfeld einer kleinen geladenen Kugel unabhängig vom oszillierenden Kugelradius nach dem Satz von Gauß nur durch die konstante Gesamtladung gegeben ist. Dies muss nicht als zusätzliche Annahme gefordert werden, denn insbesondere ist {\displaystyle {\vec {X}}_{00}=0}.